# Dolomiti di Feltre e delle Pale di San Martino
Le Dolomiti di Feltre e delle Pale di San Martino (dette anche Dolomiti Centro-meridionali) sono una sottosezione delle Dolomiti. La vetta più alta è la Vezzana che raggiunge i 3.192 m s.l.m..
Si trovano per la maggior parte in Provincia di Belluno (Regione Veneto) ed, in parte, in Trentino-Alto Adige.

## Classificazione
Secondo la SOIUSA le Dolomiti di Feltre e delle Pale di San Martino sono una sottosezione alpina con la seguente classificazione:
- Grande parte = Alpi Orientali
- Grande settore = Alpi Sud-orientali
- Sezione = Dolomiti
- Sottosezione = Dolomiti di Feltre e delle Pale di San Martino
- Codice = II/C-31.IV

## Delimitazioni
Confinano:
- a nord con le Dolomiti di Gardena e di Fassa (nella stessa sezione alpina) e separate dal Passo Valles e dal Passo San Pellegrino;
- ad est con le Dolomiti di Zoldo (nella stessa sezione alpina) e separate dal corso del fiume Cordevole;
- a sud con le Prealpi Bellunesi (nelle Prealpi Venete) e separate dalla Sella di Arten;
- ad ovest con le Dolomiti di Fiemme (nella stessa sezione alpina) e separate dal Passo Rolle e dal corso del fiume Cismon.

Ruotando in senso orario i limiti geografici sono: Passo Rolle, Passo Valles, torrente Biois, fiume Cordevole, fiume Piave, Feltre, Sella di Arten, fiume Cismon, Passo Rolle.

## Suddivisione
Si suddividono in due supergruppi, cinque gruppi e trentatré sottogruppi:
- Gruppo Pale di San Martino-Feruc (A)
  - Gruppo delle Pale di San Martino (A.1)
    - Sottogruppo del Mulaz (A.1.a)
    - Sottogruppo del Focobon (A.1.b)
    - Sottogruppo del Cimon della Stia (A.1.c)
    - Sottogruppo dei Bureloni (A.1.d)
    - Sottogruppo della Vezzana (A.1.e)
    - Sottogruppo del Cimon della Pala (A.1.f)
    - Sottogruppo della Rosetta (A.1.g)
    - Sottogruppo della Pala di San Martino (A.1.h)
    - Sottogruppo della Val di Roda  (A.1.i)
    - Sottogruppo del Sass Maor (A.1.j)
    - Sottogruppo della Fradusta (A.1.k)
    - Sottogruppo della Cima Canali (A.1.l)
    - Altopiano delle Pale di San Martino (A.1.m)
    - Sottogruppo di Pape (A.1.n)
    - Sottogruppo delle Pale di San Lucano (A.1.o)
    - Sottogruppo del Marmor (A.1.p)
    - Sottogruppo della Val Canali (A.1.q)
    - Sottogruppo della Croda Grande (A.1.r)
    - Sottogruppo dei Lastei d'Agner (A.1.s)
    - Sottogruppo dell'Agner (A.1.t)

  - Gruppo dei Feruc (A.2)
    - Sottogruppo del Pizzon (A.2.a)
      - Nodo del Pizzon (A.2.a/a)
      - Nodo del Piz de Mez (A.2.a/b)

    - Sottogruppo dei Monti del Sole (A.2.b)
      - Nodo del Feruc (A.2.b/a)
      - Nodo dello Stornade (A.2.b/b)
      - Nodo del Monte Alto (A.2.b/c)
- Alpi Feltrine[3] (B)
  - Gruppo del Cimonega (B.3)
    - Creste delle Pale del Palughet (B.3.a)
    - Nodo del Piz di Sagron (B.3.b)
    - Massiccio del Sass da Mur (B.3.c)

  - Gruppo del Pizzocco (B.4)
    - Nodo del Brandol (B.4.a)
    - Nodo del Monte Agnellezze (B.4.b)
    - Nodo del Pizzocco (B.4.c)
    - Nodo del Monte Tre Pietre (B.4.d)

  - Gruppo delle Vette Feltrine (B.5)
    - Cresta Principale delle Vette di Feltre (B.5.a)
    - Cresta del Monte San Mauro (B.5.b)
    - Cresta del Dosso Perazzo (B.5.c)
    - Cresta del Monte Avena (B.5.d)

## Vette principali
- Vezzana - 3.192 m
- Cimon della Pala - 3.184 m
- Cima dei Bureloni - 3.130 m
- Cima del Focobon - 3.054 m
- Fradusta - 2.939 m
- Sass de Mura - 2.547 m
- Monte Pavione - 2.334 m
- Pizzocco - 2.187 m
- Cima Palughet - 1.950 m